# Skifferryggig tangara
Skifferryggig tangara (Poospiza goeringi) är en fågel i familjen tangaror inom ordningen tättingar. Den är endemisk för Venezuela. IUCN kategoriserar arten som nära hotad.

## Utseende och läte
Skifferryggig tangara är en 14,5 cm lång tydligt tecknad tangara. Ovansidan är som namnet avslöjar skiffergrå. På huvudet syns svart på hjässa, kinder och strupe, ett vitt ögonbrynsstreck och vitt även i en liten fläck på nedre ögonlocket. Undersidan är kanel- eller rostbrun. Svartörad tangara saknar det svarta på hjässan och det tydliga ögonbrynsstrecket, medan undersidan är mattare färgad. Lätet består av dels av en strid ström av hårda toner, "ch-d-d-d-d-d-d", dels mer behagliga "chi-ti-tee chi-ti-tee", förmodligen avgivna som duett mellan könen.

## Utbredning och systematik
Fågeln förekommer i Anderna i västra Venezuela (Merida och norra Táchira). Den behandlas som monotypisk, det vill säga att den inte delas in i några underarter.

### Släktestillhörighet
Traditionellt placeras arten i släktet Hemispingus, men genetiska studier visar att det släktet är kraftigt parafyletiskt i förhållande till bland annat Poospiza och Thlypopsis. Skifferryggig tangara och dess närmaste släkting chusqueatangara står nära Poospiza och inkluderas därför numera i det släktet, alternativt placeras i det egna släktet Orospingus.

## Status
Arten tros ha en liten världspopulation uppskattad till endast mellan 1500 och 7000 vuxna individer. Beståndet anses dock vara stabilt. Internationella naturvårdsunionen IUCN kategoriserar arten som nära hotad.

## Namn
Fågelns vetenskapliga artnamn hedrar Anton Goering (1836–1905), tysk naturforskare och konstnär verksam i Venezuela 1866–1872.